# Sonāmarg
Sonāmarg är en ort i Indien.   Den ligger i unionsterritoriet Jammu och Kashmir, i den norra delen av landet, 700 km norr om huvudstaden New Delhi. Sonāmarg ligger 2 681 meter över havet och antalet invånare är 392.
Terrängen runt Sonāmarg är huvudsakligen mycket bergig. Sonāmarg ligger nere i en dal. Runt Sonāmarg är det ganska tätbefolkat, med 86 invånare per kvadratkilometer. Det finns inga andra samhällen i närheten. Trakten runt Sonāmarg består i huvudsak av gräsmarker.